# Killdozer (film)
Killdozer! – telewizyjny horror produkcji amerykańskiej, nakręcony w 1974 przez Jerry’ego Londona na podstawie opowiadania Theodore Sturgeona. Treścią filmu są zmagania robotników z morderczym pięćdziesięciotonowym buldożerem, opanowanym przez kosmitów.